# كاميغويين
كاميغويين (بالإنجليزية: Camiguin) هي جزيرة ومحافظة تقع في الفلبين في مينداناو الشمالية. يقدر عدد سكانها بـ 83,807 نسمة ومساحتها 237.95 كم2 .

## معرض صور

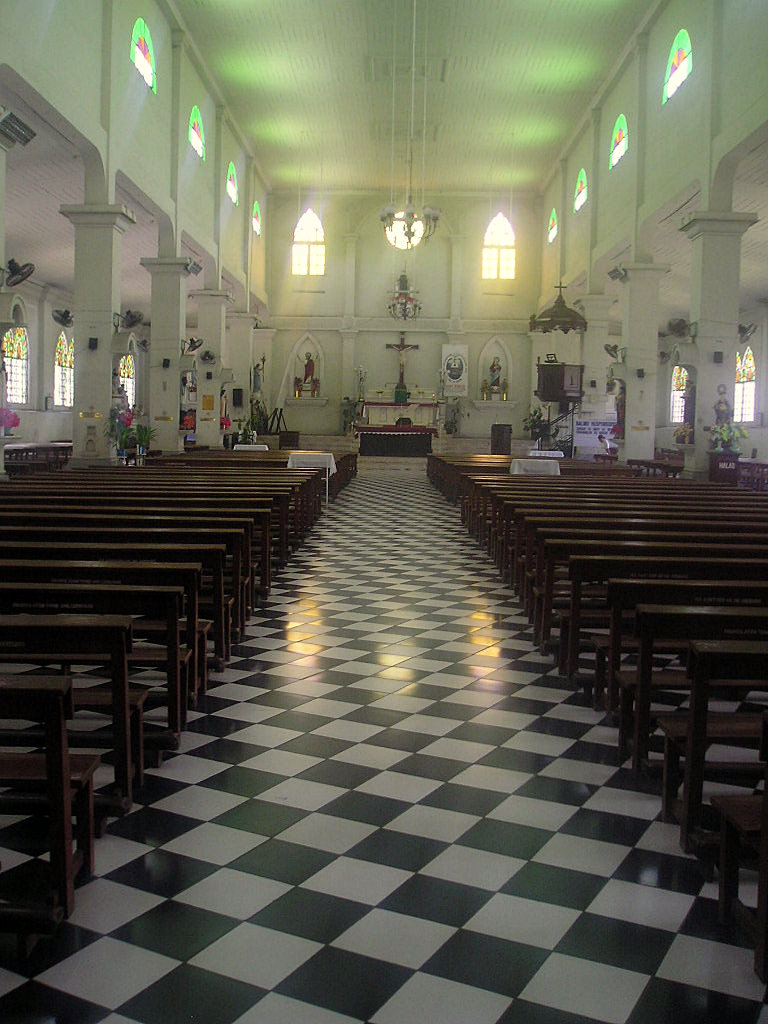
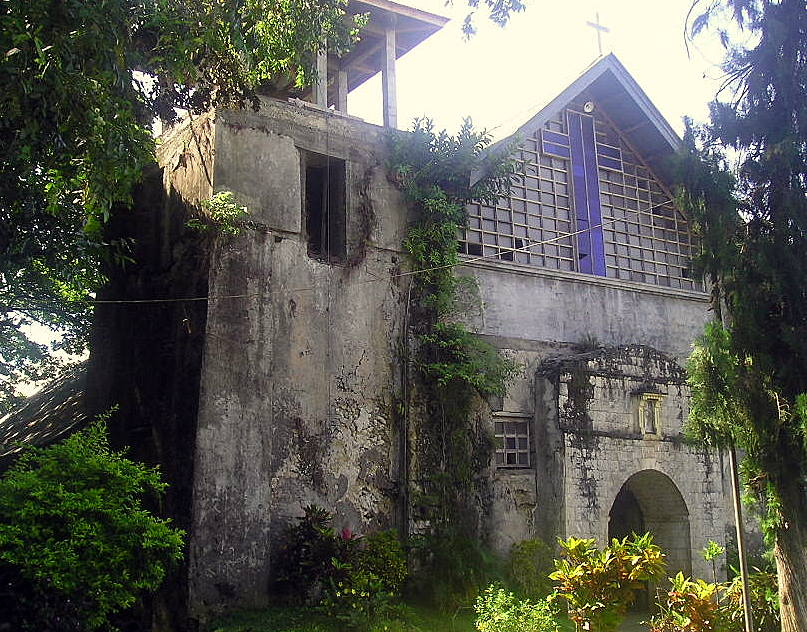
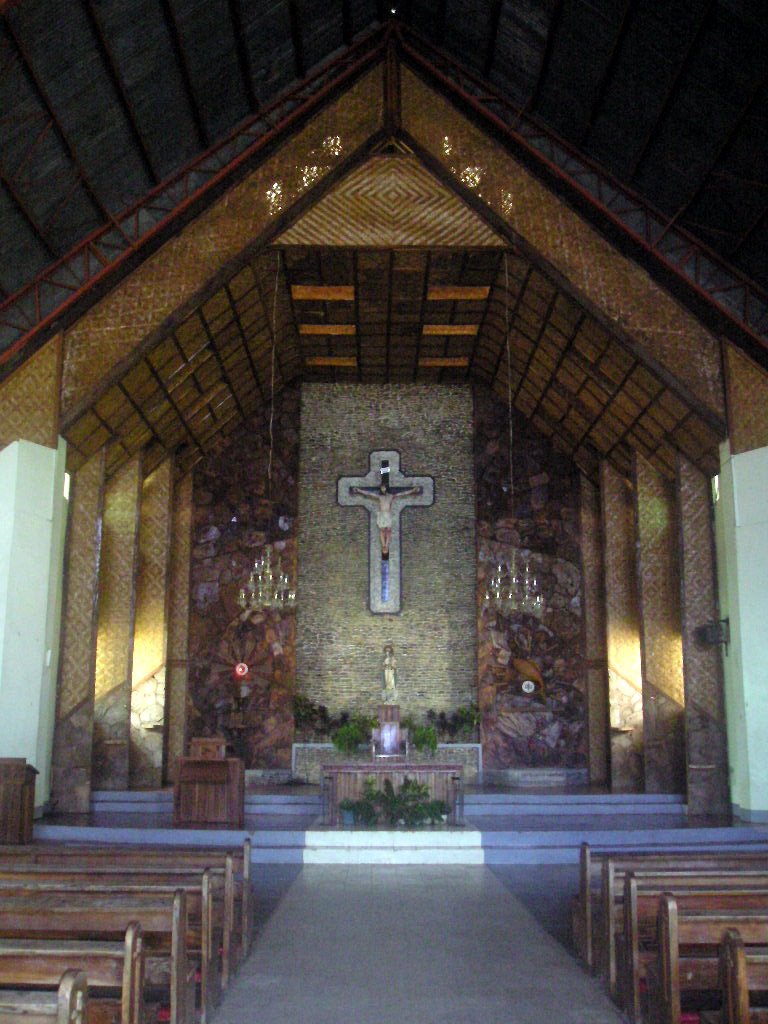
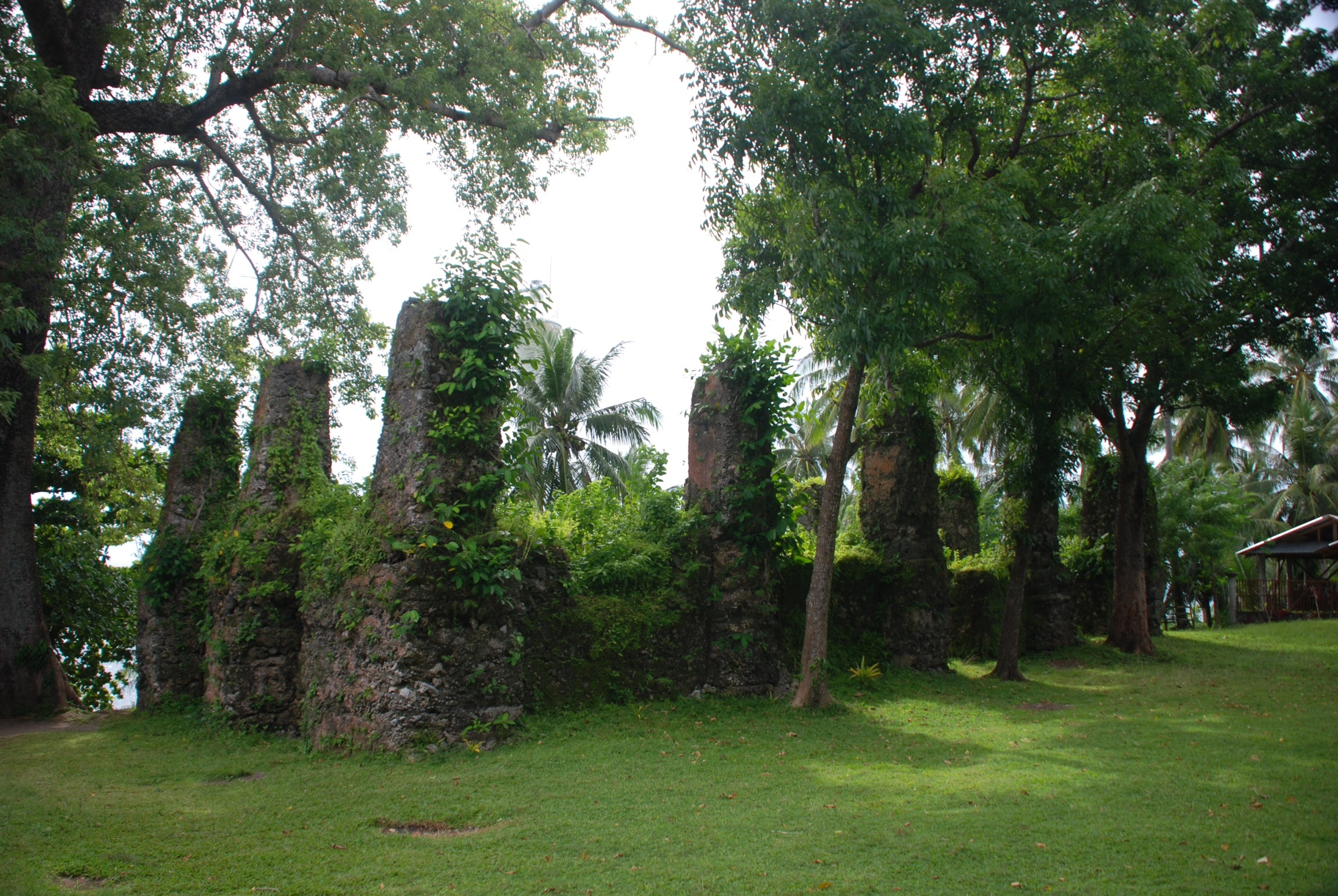
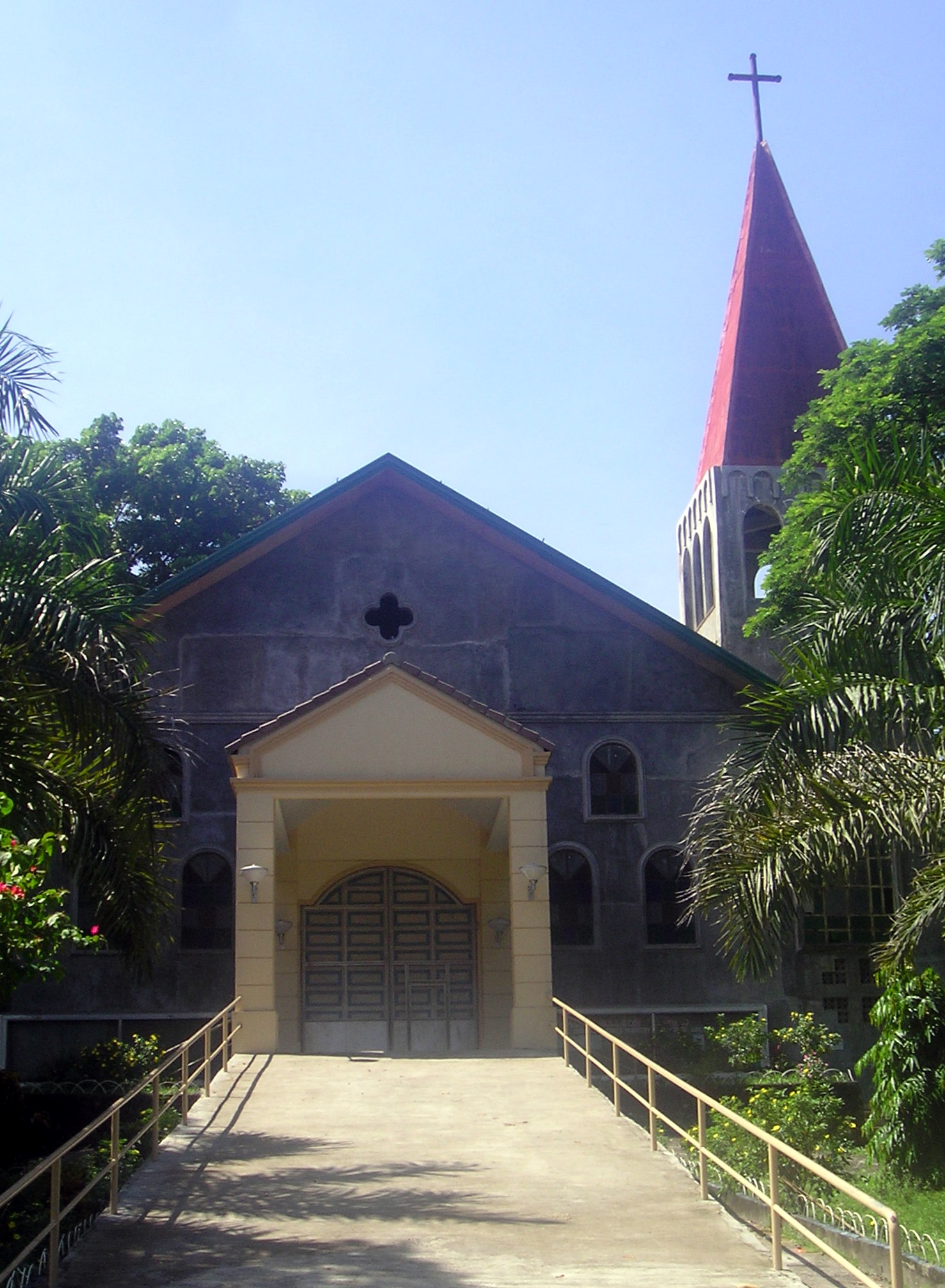